# مونا سیف
مونا سیف (عربی مصری: منى سيف؛ زادهٔ ۱۲ مارس ۱۹۸۶) فعال حقوق بشر اهل مصر است. او برای تلایش‌هایش در به ثمر رسیدن انقلاب ۲۰۱۱ مصر شناخته‌می‌شود.